# Eclytus coccineus
Eclytus coccineus är en stekelart som beskrevs av Dmitriy R. Kasparyan 1977. Eclytus coccineus ingår i släktet Eclytus och familjen brokparasitsteklar. Arten är reproducerande i Sverige. Inga underarter finns listade i Catalogue of Life.